# 校園合唱團的秘密
《校園合唱團的秘密》（匈牙利語：Mindenki，意为「每一人」）是一部匈牙利短篇电影，由迪亚克·克里斯托弗擔任導演和編劇。这部电影设定于1991年，围绕着一个小女孩搬去新小学并成为学校获奖合唱团成员的故事。2017年，这部电影赢得了第89届奥斯卡金像奖最佳实境短片。

## 剧情
这个故事取景自1991年的布达佩斯。茲索菲（多尔卡·加斯帕萨尔维饰演）转学去新的小学并跟丽莎（多罗焦·海斯饰演）成为朋友。茲索菲参加曾经获奖的学校合唱团,但是她被艾丽卡老师告诫不能唱得太大声，因为老师并不知道她是否出色，而且该合唱团正准备比赛，从而赢得去瑞典旅游的机会。茲索菲为此感到很受伤，但是她依旧遵守老师的命令，并没告诉其他同学这个秘密。
丽莎开始注意到茲索菲没有放声歌唱, 在一次校后谈话中丽萨终于从茲索菲的口中知道了她与老师的约定。在合唱团再次训练时，丽莎跟老师对峙，但老师说对于合唱团来说想要获奖就只有好的队员才能放声歌唱,而其他不那么出色的队员则只能模仿口型。丽莎觉得这样的令人强迫接受实在不公平，并与索菲斯一起在学校里与同学组织了一个计划。
比赛的日子终于来临。艾丽卡的合唱团开始他们的演出，礼堂渐渐暗下来。老师要求孩子们开始唱歌,但没有一个孩子大声歌唱,只是模仿口型。老师非常生气, 多次试图让孩子们放声歌唱,但还是没有人发出声音。等到老师气到离场时, 在丽萨的带领下，所有人开始高歌 Bodzavirag( 一首匈牙利歌曲)。影片也由此落幕。

## 演员
- 多尔卡·加斯帕萨尔维 饰演 茲索菲斯
- 多罗焦·海斯 饰演 丽莎（歌唱声音：丽贝卡·华尔顿[7][8]）
- 萨默西·若菲奧（英语：Zsófia Szamosi） 饰演 艾丽卡老师[7]

这部电影的其他合唱团成员由布达佩斯的Bakáts广场音乐小学合唱团出演。

## 制作
这部电影的情节是根据导演克里斯托弗·迪克的一位瑞典朋友讲的故事所改编而成。电影首版剧本于2012年完成，原本是打算设定在英文环境，而并非匈牙利。2014年，迪克重写剧本，并从國家媒體和通信管理局获得了8百万福林作资金（成为在短片和实验电影中收获最多的金钱）。另外还有额外的2百万福林来自于国家、导演和电影工作室。
从八十位试镜角色的人中，多尔卡·加斯帕萨尔维和多罗焦·海斯被选中担任电影中的主角。而电影中的合唱团则在五间学校合唱团中抉择。
这部电影拍摄花费六天，而编辑和后期制作则花费了一年时间完成。这部电影于2015年秋天杀青。

## 奖项与提名
这部电影获得了以下奖项和提名：
| 荣誉列表                                       | 荣誉列表                           | 荣誉列表                         | 荣誉列表 |
| 奖项/影展                                      | 类别                               | 领受者                           | 结果     |
| ---------------------------------------------- | ---------------------------------- | -------------------------------- | -------- |
| 匈牙利鲜肉布達佩斯國際短片影展（2016年）       | Daazo－审查员特别奖                |                                  | 提名     |
| 法國里尔欧洲电影节（2016年）                   | 观众奖                             |                                  | 提名     |
| 西班牙兰萨罗特岛国际电影节（2016年）           | 最佳国际短篇电影－「观众奖」       |                                  | 提名     |
| 希腊奥林匹亚国际兒童和青少年电影节（2016年）   | 最佳短篇剧情电影－「国际评审团奖」 |                                  | 獲獎     |
| 日本札幌短片电影节（2016年）                   | 「最佳儿童女演员」                 | 多尔卡·加斯帕萨尔维、多罗焦·海斯 | 提名     |
| 日本札幌短片电影节（2016年）                   | 「观众奖」                         |                                  | 提名     |
| 德国柏林KUKI国际兒童和青少年短片影展（2016年） | KUKI最佳短片                       |                                  | 第2名    |
| 日本國際短片電影節（2016年）                   | 国际竞赛－「最佳短片」             |                                  | 獲獎     |
| 日本國際短片電影節（2016年）                   | 国际竞赛－「大奖赛」               |                                  | 獲獎     |
| 加拿大多伦多国际影展－TIIF孩童奖（2016年）     | 民选奖－「最佳短片」               |                                  | 獲獎     |
| 美国芝加哥国际孩童影展（2016年）               | 实境短片－「成人评审团奖」         |                                  | 獲獎     |
| 美国第89届奥斯卡金像奖（2017年）               | 奥斯卡最佳实境短片                 |                                  | 獲獎     |
| 匈牙利第55届匈牙利电影评论奖（2017年）         | 最佳女配角                         | 若菲奧·萨默西                    | 提名     |

《校园合唱团的秘密》还作为首尔第14届亚洲国际短片影展的开幕电影。